# Lilienthaler Heerstraße
Die Lilienthaler Heerstraße (volksmundlich auch Langer Jammer) ist eine historische Straße in Bremen im Stadtteil Horn-Lehe, Ortsteile Lehe und hauptsächlich Lehesterdeich. Sie führt in Süd-Nord-Richtung von der Leher Heerstraße zur Borgfelder Heerstraße nach Bremen-Borgfeld und der niedersächsischen Umlandgemeinde Lilienthal.
Die Lilienthaler Heerstraße ist die Straße mit der elfthöchsten Hausnummer (Nr. 384) in Bremen.
Die Querstraßen und Anschlussstraßen wurden unter anderem benannt  Im Leher Felde als Flurbezeichnung in der Leher Feldmark, Autobahnzubringer Horn-Lehe der  Autobahn A 27, Höger Weg als Flurbezeichnung für einen höheren Weg, Am Lehester Deich als einer der ältesten Deiche in der Leher Feldmark im Hollerland, früher: nach Westen als Weg nach’m Blockland sowie nach Osten als Landweg nach’m Hollerland bezeichnet, Durchgang zum Am Distelkamp als eine Flurbezeichnung; ansonsten siehe die verlinkten Namensgeber bei der Auflistung der Querstraßen in der Infobox.

## Geschichte

### Name
Der schnurgerade Breeten Weg (Breen Week) wird im Volksmund auch als „Langer Jammer“ bezeichnet, da er für die Fuhrwerke und Bürger bis nach Horn schier endlos erschien. In Bremen entstanden nach 1800 eine Reihe von Militärstraßen, die als Chaussee oder Heerstraße benannt wurden. Die bis 1830 ausgebaute Lilienthaler Chaussee wurde später in Lilienthaler Heerstraße umbenannt.

### Entwicklung

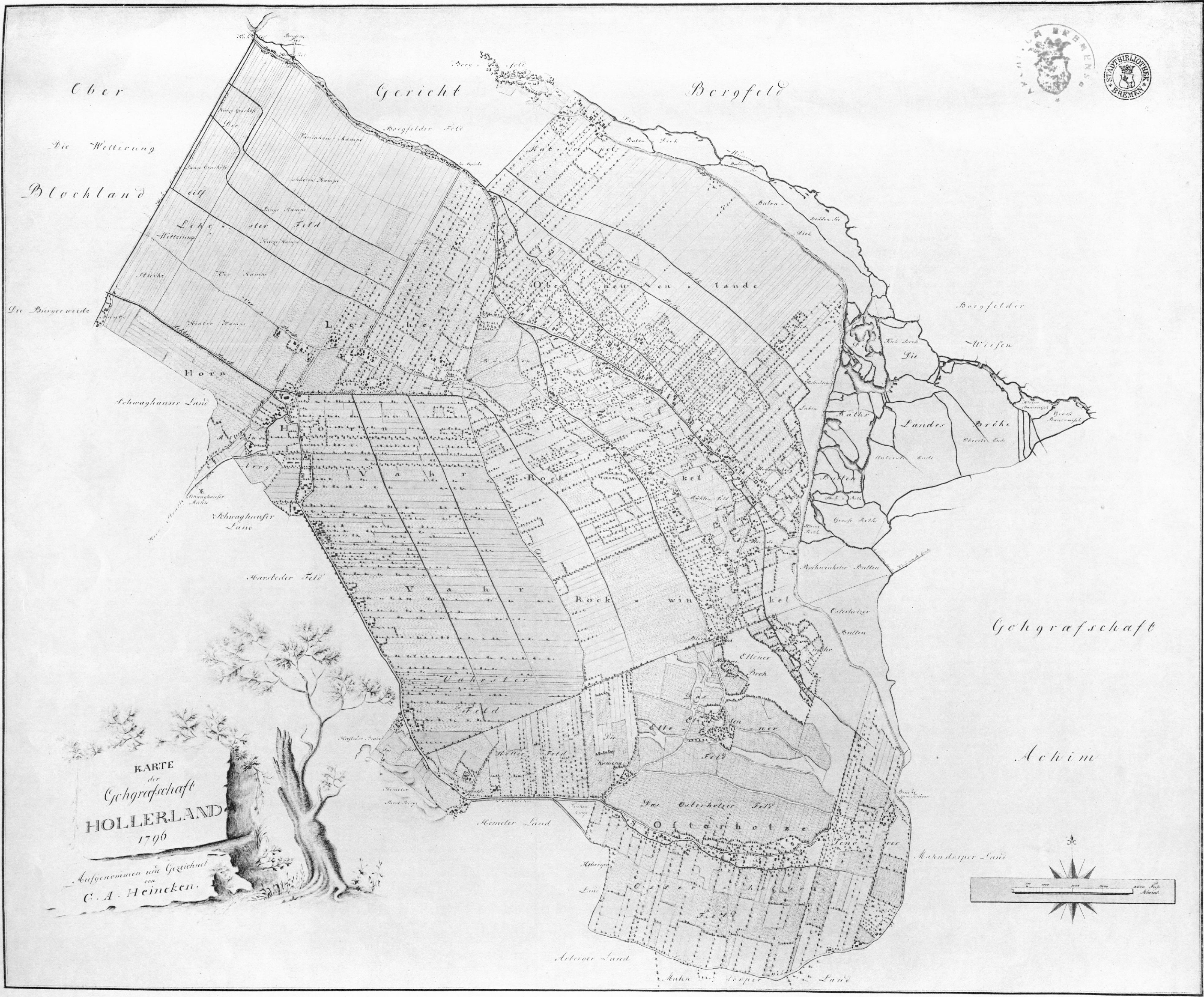
Karte der Gohgrafschaft Hollerland von 1796 (mit dem Breeten Weg, zwischen linkem und mittlerem Kartendrittel rechtsgeneigt von unten nach oben verlaufend)

Der Lehester Deich war neben dem Achterdiek einer der ältesten Deiche der Wümme im Hollerland. Er wurde am Ende des 12. Jahrhunderts bei der ersten Kultivierung durch die Holländer (Hollerkolonisation) angelegt. Hier entstand eine frühe Besiedlung. Zuvor gab es (1235) bereits das benachbarte Dorf Borchfelde und den Ort Lilienthal mit dem Kloster Lilienthal von 1232. Das Gebiet gehörte zum Goh Hollerland.
Der Weg wurde vom Kloster Lilienthal angelegt und später mit Eichen gesäumt. Fuhrwerke transportierten Torf nach Lilienthal und nach Bremen. Der Breeten Weg findet sich 1671 in einer Karte von N. Meyer, 1799 in einer Borgfelder Karte und 1796 in einer Karte von Ober-Blockland und der Gohgrafschaft Hollerland. 1745 war Lilienthal bereit, Kosten für einen Steinweg beizusteuern, wenn das Brückengeld an der Borgfelder Brücke entfiele. Ab 1806 erfolgte die Erhöhung und Pflasterung des Weges. 1813 wohnten 151 Bürger an dem Weg. 1829/30, nach dem Ausbau zur Chaussee mit einem Sommerweg wurde Wegegeld erhoben, das bei Lehe am Einnehmerhäuschen beim Wirtshaus Bremermann entrichtet werden musste. Einen weiteren Schlagbaum passierten die Fuhrwerke kurz vor Borgfeld, beim früheren Wirtshaus von Schleper (später Zum Vogt). Der einseitige Sommerweg erhielt später eine Schotterdecke.
In der Zeit des Nationalsozialismus entstand an der Westseite der Straße eine Kleinsiedlung mit „Volkswohnungen“ (siehe Rote Siedlung).
Die dünnbesiedelte Landgemeinde von Bremen wurde 1945 als Ortsteil Lehesterdeich in den Stadtteil Horn-Lehe eingegliedert. Erst ab den 1960er Jahren fand eine intensive Wohnbebauung mit vielen Reihenhäusern, aber auch Einfamilien- und Geschosswohnungshäusern im Umfeld der Straße, statt. Der Lange Jammer musste deshalb 1967 als fortan vierspurige Straße breiter werden. 2009 hatte der Ortsteil 11.591 Einwohner.

### Rote Siedlung
Mitte der 1930er Jahre wurde von den Nationalsozialisten im Rahmen ihres Programms „Volkswohnungen für Volksgenossen“ die Kleinsiedlung an der Westseite der Straße erbaut (Hausnummern 238–356), in der „besitzlose Stadtfamilien“ preiswert wohnen und sich durch Obst- und Gemüseanbau sowie Tierhaltung teilweise selbst versorgen sollten. Sie hieß im Volksmund Rote Siedlung (Rote Gefahr), da die Siedlungshäuser rote Ziegeldächer hatten und zudem das Außenmauerwerk aus hellroten Ziegelsteinen ursprünglich sichtbar war. 1952 wurden die Häuser gelb angestrichen (da war es dann die Gelbe Gefahr).
Die Volkssiedlung umfasste 30 eingeschossige Wohngebäude mit ursprünglich jeweils vier Wohnungen: Jeweils drei kleine Doppelhäuser mit Nebengebäuden für Tierhaltung, Toilette und Waschküche gruppierten sich um einen Hof. Hinter den Häusern waren Gartenflächen für den Obst- und Gemüseanbau, ursprünglich vorgesehen für die Selbstversorgung. In den ehemaligen Volkswohnungen lebten seinerzeit vorrangig kinderreiche Arbeiterfamilien. Um den Gesamtcharakter des „historisch einmalige[n] und unbedingt erhaltenswerte[n] Bauensemble[s]“ zu bewahren, forderte der Beirat Horn-Lehe im März 2017 die Aufstellung eines Bebauungsplanes mit einer entsprechenden Gestaltungssatzung.

### Verkehr
Die Straßenbahn Bremen verkehrt seit 2002 mit den Straßenbahnlinien 4 (Lilienthal – bzw. Borgfeld –  Hauptbahnhof – Domsheide – Arsten), 4 S (Lilienthal – Borgfeld – Kirchbachstraße) und N 4 (Arsten – Hauptbahnhof – Schwachhausen – Horn – Borgfeld – Falkenberg). Die Linie 4 wurde 2014 über Borgfeld hinaus durch Lilienthal zum Ortsteil Falkenberg verlängert.
Im Nahverkehr in Bremen verkehrte auf der Lilienthaler Heerstraße die Buslinie 31.
In das Umland fahren die Buslinien 630 (Bremen Hbf – Borgfeld – Lilienthal – Zeven Bf Süd) und 670 (Bremen Hbf – Borgfeld – Lilienthal – Worpswede).

## Gebäude und Anlagen
An der Straße befinden sich ein- bis viergeschossige Gebäude, die zumeist Wohnhäuser sind.
Erwähnenswerte Gebäude und Anlagen
- Nr. 1: viergesch. Wohnanlage
- Nr. 4: eingesch. Wohnhaus mit Mansarddach von vor 1920; das villenähnliche Gebäude wurde nach Umbau von 1987 bis 2015 von der Lebenshilfe für Wohngruppen genutzt; seitdem dient es als Bürogebäude
- Nr. 6: dreigesch. Büro- und Wohnhaus von um 1963; früher Sitz der Flugschule der Lufthansa
- Brücke der Autobahn A 27
- Nr. 142: zweigesch. Wohnhaus, ehemaliges Gemeindebüro nach einem Umbau aus den 1930er Jahren
- Nr. 174/176: zweigesch. Hotel und Gasthaus; früher von Behnemann, hernach Traue Hotel Deutsche Eiche; dient seit 2015 als Flüchtlingsunterkunft in Form einer Inobhutnahmeeinrichtung für junge männliche, unbegleitete Flüchtlinge
- Nr. 178: dreigesch. Gebäude und umstrittener Umbau[6]
- Nr. 180/184: Abriss der eingesch. Wohnhäuser für den Autobahnzubringer, Nr. 180 bis 1933 Sitz des Ortsamtes Lehester Deich
- Nr. 189: zweigesch. modernes Bürohaus der Post und der Postbank

Gasthaus Bremermann, Ecke Am Lehester Deich, um 1900

- Nr. 194–232: eingesch. Doppelwohnhäuser der Bau- und Siedlungsgenossenschaft Volkswohl von 1924/25 nach Plänen von Franz Kölbel
- Nr. 238–356: eingesch. Wohnhäuser von 1935/39 mit Zwerchgiebel und früher mit Ziegelfassaden; bei der Roten Siedlung stehen um einen Hof drei Gebäude mit insgesamt zwölf Wohnungen (Volkswohnungen)[4]
  - Nr. 256: 1-gesch. Siedlungshaus von 1935/39 mit Anbau von 2016 nach Plänen von Kaars Schlichtmann
- Nr. 259: viergesch. Polizeirevier Horn
- Nr. 382: eingesch. verklinkerte Wohn- und Geschäftshaus mit Krüppelwalmdach von um 1930
- Nr. 362–376: eingesch. Siedlungshäuser von um 1936
- Nr. 382: eingesch. Wohn- und Geschäftshaus Kruse von um/vor 1930 mit Mansarddach und Klinkerfassade
- Nr. 384: zweigesch. Wohn- und Gasthaus mit Walmdach; seit um 1990 China-Restaurant Canton
- Ecke Am Lehester Deich 81: eingesch. Gebäude mit Krüppelwalm, ehem. Gasthaus Bremermann (gegr. 1683) als Putzbau, nach 1945 Gaststätte Zum alten Krug, 2005/08 Gaststätte Palmyra mit Fachwerkfassade, dann Restaurant Diavoletto
- Hollerfleet als Grenze zu Borgfeld

## Hörfunk
- Der Lange Jammer. In:  Nordwestradio, Sendereihe Schauplatz Nordwest, gesendet am 6. Mai 2014 (Hörfunk-Kurzreportage; siehe Programmhinweis auf radiobremen.de)